# Ľutov
Ľutov este o comună slovacă, aflată în districtul Bánovce nad Bebravou din regiunea Trenčín, pe malul râului Jelešnica⁠(d). Localitatea se află la altitudinea de 248 m deasupra n.m., se întinde pe o suprafață de 8,58 km2 și în 2017 număra 172 de locuitori.

## Istoric
Localitatea Ľutov este atestată documentar din 1389.

## Demografie
| An:                | 1994 | 2004   | 2014    | 2024    |
| ------------------ | ---- | ------ | ------- | ------- |
| Număr de persoane: | 138  | 135    | 159     | 176     |
| Diferență:         |      | −2,17% | +17,77% | +10,69% |

| An:                | 2023 | 2024   |
| ------------------ | ---- | ------ |
| Număr de persoane: | 177  | 176    |
| Diferență:         |      | −0,56% |